# Kärnänjärvi
Kärnänjärvi är en sjö i kommunen Viitasaari i landskapet Mellersta Finland i Finland. Arean är 37 hektar och strandlinjen är 4,45 kilometer lång. Sjön  ingår i Kymmene älvs huvudavrinningsområde.   Den ligger omkring 100 kilometer norr om Jyväskylä och omkring 340 kilometer norr om Helsingfors. 
I sjön finns ön Ruukinsaari. 